# 渡江胜利纪念碑
渡江胜利纪念碑是南京市人民政府为纪念中国人民解放军取得渡江战役胜利而树立的纪念碑，位于江苏省南京市鼓楼区挹江门外的热河路广场中心，邻近长江南岸的下关码头。
1949年4月21日，中国共产党领导的中国人民解放军在西起九江、东至江阴的战线上发起渡江战役，成功突破中華民國國軍的长江防线。4月23日夜，解放军从下关挹江门进入南京城，占领中华民国首都南京。1959年，为纪念这一历史事件和在战役中牺牲的军民，南京市人民政府开始筹建渡江胜利纪念碑，并在下关热河路广场立碑奠基。1979年4月23日，纪念碑正式落成。
渡江胜利纪念碑坐北朝南，高23.4米、长17米、宽12米。整座纪念碑呈双帆帆船造型，以绛紫色的方形碑座为船体，以一对白色的弧形碑身为双帆。在双帆碑身的正面上部嵌一枚直径2.5米的金色“渡江胜利纪念章”，碑身背面横额上刻“1949.4.21”，即渡江战役开始的日期。船体碑座的正面贴砌四川红花岗石，上嵌邓小平题词“渡江胜利纪念碑”，为铅镍青铜铸成。背面贴金山花岗石，鎏金刻有毛泽东手迹《七律·人民解放军占领南京》。两侧是表现中国人民解放军和支前民工军民渡江场面的浮雕。从空中俯瞰，纪念碑的碑身和碑座分别构成“八一”两个字，周围遍植冬青和绿草，象征长江江面。整座纪念碑象征着一艘渡船正向长江南岸乘风前进。

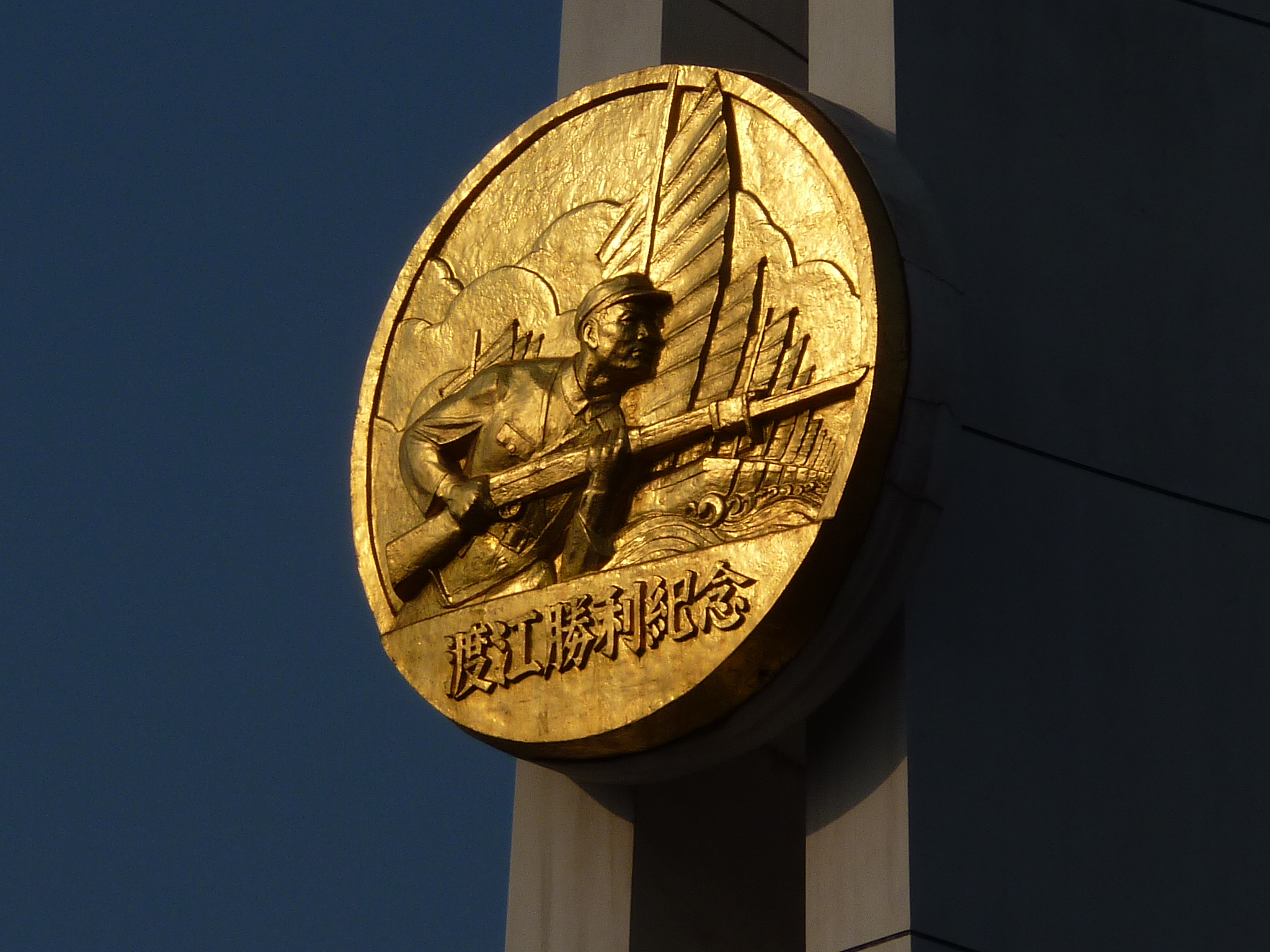
“渡江胜利纪念”